# Грабаровка (Тульчинский район)
Грабаровка (укр. Грабарівка) — село на Украине, находится в Студенянской сельской общине Винницкой области.
Код КОАТУУ — 0523281101. Население по переписи 2001 года составляет 419 человек. Почтовый индекс — 24711. Телефонный код — 4349.
Занимает площадь 1,845 км².